# نيشان العهد المرصع
نيشان العهد المرصع هو وسام ملكي تونسي أحدثه محمد الصادق باي في 2 شوال 1291 هـ الموافق ل12 نوفمبر 1874، وهو خاص بالوزراء، لكن للباي تقليده لمن شاء من غيرهم.

يعتبر هذا النيشان فرعا لنيشان عهد الأمان، لكنه فاق أصله، حيث هو الثاني في الاعتبار والقيمة بعد نيشان البيت الحسيني.

## الخصائص
نيشان العهد المرصع بيضوي الشكل، ويلبس بالطوق.

هذا النيشان مخصص للوزراء دون تمييز، ولكن للباي تقليده لمن شاء من غيرهم. من خصائصه أنه يقدم إلا لمدة العمر، ويسترجع من أهل متقلده بعد الوفاة.

## التاريخ والمتقلدون
أحدث هذا النيشان من قبل محمد الصادق باي بفضل مساعي وزير البحر مصطفى بن إسماعيل ليجعل نفسه في صعيد واحد مع الوزير خير الدين باشا.

يوم إنشائه، تقلد هذا النيشان كل من الوزير الأكبر خير الدين باشا، ووزير الحرب الجنرال رستم، ووزير القلم محمد العزيز بوعتور، ووزير الاستشارة محمد خزندار ووزير البحر مصطفى بن إسماعيل، وأخيرا مستشار المعارف الجنرال حسين. بلغت تكلفة هذه النيشاين الستة 150 20 ريالا.

يذكر أن الباي قلد عدة شخصيات هذا الوسام من غير الوزراء وهم: ألفونسو الثالث عشر ملك إسبانيا، الماريشال فرديناند فوش، زوجة المقيم العام الفرنسي لوسيان سان، عدة كتاب عامين فرنسيين للحكومة التونسية منهم برنار روا، عدة مقيمين عامين فرنسيين حيث أنهم قانونا وزراء خارجية تونس في نفس الوقت.

## روابط خارجية
- الأوسمة التونسية على موقع Royalark.

## بيبليوغرافيا
- محمد العزيز بن عاشور، Honneur & Gloire : Les Décorations tunisiennes à l'époque husseïnite (الشرف والمجد: الأوسمة التونسية في الفترة الحسينية)، دار نشر Sagittaire éditions، باريس، 1994 (ردمك 9973-9738-0-1).